# Alucita brachyzona
Alucita brachyzona là một loài bướm đêm thuộc họ Alucitidae. Loài này có ở Nam Phi.